# Effetto Miller
In elettronica, l'effetto Miller, teorizzato da John Milton Miller, è un fenomeno che caratterizza i sistemi retroazionati nei quali l'impedenza posta nella retroazione sia data da un condensatore. Tale fenomeno getterà le basi per il teorema di Miller, scoperto postumo. 
L'effetto Miller descrive il fatto che il valore di capacità di un condensatore collegato tra l'ingresso e l'uscita di un amplificatore viene visto dalla porta di ingresso come se fosse moltiplicato per un fattore {\displaystyle (1-A_{v})}, dove {\displaystyle A_{v}} è il guadagno in tensione dell'amplificatore ed il condensatore fosse collegato in parallelo alla porta di ingresso stessa. Se si guarda dalla porta di uscita dell'amplificatore invece, il valore del condensatore viene visto come se fosse moltiplicato per un fattore {\displaystyle (A_{v}-1)/A_{v}} ed il condensatore fosse collegato in parallelo alla porta di uscita stessa.
Siccome, dal punto di vista intuitivo, il guadagno rappresenta una moltiplicazione di tensione tra punti distinti, qualsiasi condensatore posto tra tali punti si caricherà e scaricherà con una corrente anch'essa moltiplicata per {\displaystyle (1-A_{v})}. 

## Derivazione
Consideriamo un amplificatore con un guadagno in tensione {\displaystyle A_{v}}, si avrà {\displaystyle V_{2}=A_{v}V_{1}}. Si assuma che l'amplificatore abbia un'alta impedenza d'ingresso. Un'impedenza {\displaystyle Z_{3}} aggiunta tra l'ingresso e l'uscita dell'amplificatore subirà l'effetto Miller. 
Si consideri un amplificatore di tensione ideale di guadagno {\displaystyle A_{v}} con un'impedenza {\displaystyle Z} connessa tra i nodi di input e output. La tensione di uscita è quindi {\displaystyle V_{o}=A_{v}V_{i}} e la corrente d'ingresso è
{\displaystyle I_{i}={\frac {V_{i}-V_{o}}{Z}}={\frac {V_{i}(1-A_{v})}{Z}}.}
La corrente che attraversa Z è molto intensa, dato il guadagno idealmente infinito dell'amplificatore, e l'impedenza si comporta come se avesse un valore diverso da quello nominale. L'impedenza d'ingresso del circuito è
{\displaystyle Z_{in}={\frac {V_{i}}{I_{i}}}={\frac {V_{i}Z}{V_{i}(1-A_{v})}}={\frac {Z}{1-A_{v}}}.}
Se Z rappresenta un condensatore si ha
{\displaystyle Z={\frac {1}{j\omega C}}}
e l'impedenza d'ingresso diviene 
{\displaystyle Z_{in}={\frac {1}{j\omega C(1-A_{v})}}={\frac {1}{j\omega C_{M}}}}
dove
{\displaystyle \quad C_{M}=C(1-A_{v}).}
In questo modo si definisce la capacità di Miller CM come la capacità del condensatore C moltiplicata per un fattore {\displaystyle (1-A_{v})}, che è la capacità vista in ingresso..

## Transistore ad emettitore comune con capacità di Miller
Una delle applicazioni più usate dell'effetto Miller in elettronica è il transistor ad emettitore comune, dotato di un notevole guadagno. Applicando una retroazione contenente la capacità di Miller al transistore, che si supponga caratterizzato da una resistenza di ingresso Rin = rπ + βRe, un guadagno A = -Rc/(1/gm + Re) e una resistenza in uscita Rout = Re, la costante di tempo del circuito τp = 1/ωp, dove ωp è il polo, risulta essere
{\displaystyle {\tau }_{p}=C_{M}(R_{eq}+R_{in})\ }
mentre {\displaystyle {\tau }_{z}=1/{\omega }_{z}}, dove {\displaystyle {\omega }_{z}} è lo zero, risulta essere
{\displaystyle {\tau }_{z}=C_{M}R_{eq}\ }
dove {\displaystyle C_{M}=C(1-A)} e {\displaystyle R_{eq}=R_{C}/(1-A)}.
La funzione di trasferimento diventa
{\displaystyle F(s)={\frac {A(1+s{\tau }_{z})}{(1+s{\tau }_{p})}}={\frac {1+sC_{M}R_{eq}}{1+sC_{M}(R_{eq}+R_{in})}}}
Ponendo che il transistore abbia una resistenza di carico {\displaystyle R_{A}}, essendo il guadagno pari a
{\displaystyle A={\frac {-R_{A}}{{\frac {1}{g_{m}}}+R_{E}}}\approx -g_{m}R_{A}}
si evince che il guadagno di questo dispositivo, dipendendo dalla sola resistenza {\displaystyle R_{A}}, può essere molto elevato.